# Bojanowo
Bojanowo (1943–1945: Schmückert) este un oraș în Polonia.